# Anton Piehatzek
Anton Piehatzek (* 7. Juni 1780 in Groschowitz bei Oppeln, Fürstentum Oppeln; † nach 1841) war ein schlesischer Lehrer und Gymnasialdirektor in Oppeln und Konitz.

## Leben
Anton Piehatzek besuchte das Königlich Katholisches Gymnasium zu Oppeln und studierte Theologie, Mathematik, Physik, Philosophie und Philologie in Breslau. 1802 wurde er Lehrer für Griechisch und Mathematik am Gymnasium in Oppeln.
1811 ging Piehatzek an die neu eröffnete Universität in Berlin, wo er Vorlesungen unter anderem von Johann Gottlieb Fichte, Friedrich Schleiermacher, Barthold Georg Niebuhr und Friedrich August Wolf hörte. Im Frühjahr 1813 kehrte er nach Oppeln zurück und arbeitete wieder als Lehrer. 1814 wurde er dort zum (kommissarischen ?) Direktor ernannt.
Seit 1815 war Anton Piehatzek erster Direktor am neuen Gymnasium im westpreußischen Konitz.  1818 kehrte er auf eigenen Wunsch nach Oppeln zurück und wurde dort wieder Direktor. Er unterrichtete vor allem Mathematik und Physik.
1840 (oder 1841) ging er in den Ruhestand.
Sein Bruder Franz Piehatzek (1790–1840) wurde ebenfalls Lehrer für Altgriechisch am Oppelner Gymnasium.

## Schriften
Anton Piehatzek veröffentlichte einige Schriften zu mathematischen, physikalischen und historischen Themen.
- Werth der Mathematik, Begründung der 5ten Difinition im 5ten Buche der Elemente Euklid's, Oppeln 1822
- Die 7te Definition im 5ten Buche der Elemente Euklid's, Oppeln 1823
- Zahlen-Systeme, dekadische Quadratzahlen und Quadratwurzeln, Oppeln 1824
- Elemente der ebenen Trigonometrie für die Schüler des hiesigen Gymnasiums, Oppeln 1827
- Von den entgegengesetzten Größen, Oppeln 1828
- Bruchstücke aus der Geschichte der Jesuiten und des von ihnen gegründeten Gymnasiums zu Oppeln, Oppeln 1830
- Theorie des Prisma und des Regenbogens, Oppeln 1834